# Josef Dřímal
Mjr. Josef Dřímal (22. července 1892 Žeravice – 4. října 1980 Bratislava) byl československý legionář, důstojník, odbojář z období druhé světové války a osoba pronásledovaná komunistickým režimem.

## Život

### Před první světovou válkou
Josef Dřímal se narodil 22. července 1892 v Žeravicích na hodonínsku v rodině Josefa Dřímala staršího a Kateřiny Rozené Jandáskové. V Žeravicích vychodil obecnou školu, tříletou měšťanskou školu pak v Bzenci, následovala studia na české matiční reálné škole v Hodoníně. Byl aktivní v Sokole a jednu dobu mu za to hrozilo i vyloučení ze všech středních škol Rakouska-Uherska. Maturoval v roce 1912, poté byl zaměstnán u stavební firmy v Krakově, měl v plánu ale studovat na technické vysoké škole, což se mu již nepodařilo realizovat.

### První světová válka
V roce 1913 nastoupil Josef Dřímal prezenční vojenskou službu v c. a k. armádě v Českých Budějovicích, než jí dokončil vypukla první světová válka a Josef Dřímal byl odeslán na srbskou frontu. V prosinci 1914 u Stepojevace zběhl a přihlásil se do srbské armády, kam byl v květnu 1915 v hodnosti poručíka přijat a umístěn na zpravodajské oddělení. Od října téhož roku velel četě srbských komitů, dne 1. prosince padl do bulharského zajetí. Byl předán rakousko-uherské armádě a v Jagodině odsouzen k trestu smrti. Na Vánoce se mu podařilo uprchnout, následně přežít zimu v lesích u Dunaje a v březnu 1916 přejít do Rumunska. Zde byl již následující měsíc zařazen do srbské dobrovolnické armády. Rumunsko vstoupilo v srpnu téhož roku do války a Josef Dřímal byl říjnu těžce raněn. Na frontu se vrátil ještě neúplně zotavený, poté se přesunul do Soluně a v květnu 1918 do Francie, kde prodělal důstojnický kurz v Saint Maixent a následně bojoval v řadách československých legií na německé frontě. V říjnu 1918 se přesunul do Itálie, kde pomáhal budovat tamní jednotky legií. Do Československa se vrátil v závěru roku 1918 v hodnosti majora.

### Mezi světovými válkami
V roce 1919 se Josef Dřímal zúčastnil bojům proti Maďarům, velel skupině, která zastavila jejich postup u Nových Zámků. Dne 31. ledna 1923 byl jako válečný invalida přeřazen do zálohy a byla mu udělena trafiční licence v Bratislavě, která ho živila až do roku 1940. Oženil se s Annou Štefánikovou, manželům se narodily čtyři dcery Tatiana, Zora, Elena a Eva.
Politicky byl organizován v agrární straně, v obecních volbách v roce 1938 byl zvolen do zastupitelstva města Bratislavy.

### Druhá světová válka
V létě roku 1939 a tedy již po rozpadu Československa vstoupil Josef Dřímal do odbojové organizace Obrana národa a stal se vedoucím oblasti Bratislava-město přičemž se mu podařilo vybudovat rozsáhlou síť spolupracovníků. Používal krycí jméno Komita či Joca Komita. Organizace úzce spolupracovala partnerskou organizací v Protektorátu Čechy a Morava a pomáhala zejména při převádění uprchlíků přes slovenské území. Osobně některé z nich ukrýval a za pomoci jugoslávských diplomatů jim opatřoval falešné pasy. Organizace se pod jeho vedením zabývala i zpravodajskou činností. Za svou činnost byl v roce 1940 zatčen slovenskými orgány a uvězněn v  Ilavě. V lednu 1941 byl převezen do Hodonína a předán gestapu. Vězněn a vyslýchán byl v Hodoníně, Uherském Hradišti, Brně, Vídni a Norimberku, kde byl odsouzen za velezradu a přes Brno převezen do koncentračního tábora Auschwitz. Zde strávil mezi lednem 1943 a lednem 1945 dva roky s označením návrat nežádoucí. V závěru války absolvoval pochod smrti přes Mauthausen, Melk do Ebensee, kde se dožil konce druhé světové války.

### Po druhé světové válce
Po návratu do Bratislavy pracoval Josef Dřímal v řídících funkcí výrobních družstev a vstoupil do Demokratické strany. Dne 16. března 1953 byl v rámci Akce B vystěhován z Bratislavy do Kľačna do svého smyslu trestanecké kolonie. V roce 1960 byl rehabilitován a až poté se mohl do Bratislavy vrátit. Svůj dům našel poničený a zahrada se mezitím stala součástí hřbitova sovětských vojáků na Slavíně. Až do sedmdesáti osmi let pracoval jako pokladník Jednotného rolnického družstva Prievoz. Zemřel v Bratislavě dne 4. října 1980, kde je i pohřben.

## Vyznamenání
- Řád svaté Anny
- Medaglia della Unita di Italia
- Croix de guerre
- Řád bílého orla (Srbsko)
- Medaglia Commemorativa di Guerra 1915–1918
- Československá revoluční medaile
- Československý válečný kříž 1914–1918
- Řád Michala Chrabrého
- Československá medaile Vítězství
- Croce di guerra al valor militare
- Pamětní kříž Československé obce dobrovolecké
- Československý válečný kříž 1939
- Řád Slovenského národního povstání